# Райл, Мартин
Сэр Мартин Райл (англ. Martin Ryle; 27 сентября 1918, Брайтон — 14 октября 1984, Кембридж) — британский радиоастроном, разработавший революционные системы радиотелескопов и использовавший их для точного обнаружения и записи слабых радиосигналов. Лауреат Нобелевской премии по физике в 1974 году, совместно с Энтони Хьюишем «за пионерские исследования в области радиофизики».
Член Лондонского королевского общества (1952), иностранный член Академии наук СССР (1971), Национальной академии наук США (1975).
В 1946 году Райл и Вонберг впервые опубликовали интерферометрические измерения астрономических объектов в радиодиапазоне, хотя иногда утверждается, что первые подобные измерения сделал в том же году Джозеф Пози в Сиднейском университете. Усовершенствовав оборудование, Райл смог обнаружить самые удалённые известные на тот момент галактики во вселенной. Он также был первым профессором радиоастрономии в Кембриджском университете и директором-основателем радиоастрономической обсерватории Малларда. С 1972 год до 1982 год Райл занимал должность королевского астронома Великобритании.

## Биография
Получив в 1939 году степень по физике в Оксфордском университете, Райл работал в Исследовательском центре телекоммуникаций над разработкой радара во время второй мировой войны. После войны он получает позицию в Кавендишской лаборатории Кембриджского университета. Темой его ранних работ в Кембридже является радиоизлучение Солнца. Вскоре его интерес смещается в другие области и в результате он решает, что кембриджская группа астрофизики должна разработать новый способ наблюдения. Райл был движущей силой в создании и совершенствовании астрономической интерферометрии и апертурного синтеза, при помощи которых был сделан огромный вклад в улучшение качества радиоастрономических данных. В 1946 году он построил первый многоэлементный астрономический радиоинтерферометр.
Райл руководил подготовкой важных каталогов астрономических радиоисточников, выпущенных кембриджской группой радиоастрономии. Примером может служить третий кембриджский каталог радиоисточников (3C), выпуск которого помог открыть первые квазизвёздные объекты (квазары).
С 1948 по 1959 год Райл преподавал в Кембридже. Кроме того, в 1957 году он стал директором радиоастрономической обсерватории Малларда, в 1959 году профессором радиоастрономии. В 1952 году он был избран членом Лондонского королевского общества, в 1966 году был посвящён в рыцари и с 1972 по 1982 год был королевским астрономом. Нобелевская премия 1974 года была впервые присуждена за признание заслуг в астрономии с формулировкой «за новаторские исследования в радиоастрофизике». В 1968 году Райл был профессором астрономии в Грешем-колледже в Лондоне.
Райл был одним из величайших астрономов 20-го столетия. Считается, что с ним было трудно работать — он часто работал в кабинете в радиоастрономической обсерватории Малларда чтобы избежать помех со стороны других членов Кавендишской лаборатории и не быть вовлечённым в дискуссии, так как Райл был очень темпераментным человеком. Райл беспокоился, что Кембридж может потерять свою передовую позицию в сообществе радиоастрономов, так как другие группы лучше финансировались, поэтому он создал атмосферу секретности вокруг своих методов апертурного синтеза с тем, чтобы сохранить преимущество Кембриджской группы.
Известно, что Райл не разделял взглядов Фреда Хойла из института астрономии на теорию стационарной вселенной Хойла, и что этот факт иногда препятствовал сотрудничеству между кавендишской группой и институтом астрономии в 1960-х годах.
Райл был соавтором нескольких книг о распространении ядерного оружия, где он утверждал, что единственным способом спасти планету Земля от полного ядерного уничтожения является полный запрет на использование любых атомных устройств.

## Награды
- Медаль Хьюза (1954)
- Бейкеровская лекция (1958)
- Золотая медаль Королевского астрономического общества (1964)
- Медаль и премия Гутри (1964)
- Медаль Генри Драпера (1965)
- Премия Хольвека (1965)
- Медаль Фарадея (1971)
- Медаль Альберта Майкельсона (1971)
- Премия Морриса Либманна (1971)
- Золотая медаль имени А. С. Попова (1971)
- Королевская медаль (1973)
- Медаль Кэтрин Брюс (1974)
- Нобелевская премия по физике (1974)

Названия в его честь
- Телескоп Райла[англ.] в радиообсерватории Малларда.